# Hamburger Sport-Verein 2023-2024
Questa voce raccoglie le informazioni riguardanti l'Hamburger Sport-Verein nelle competizioni ufficiali della stagione 2023-2024.

## Stagione
Nella stagione 2023-2024 l'Amburgo, allenato da Tim Walter prima, ad interim da Merlin Polzin per la partita pareggiata 2-2 contro l'Hansa Rostock e poi fino al terminde dalla stagione da Steffen Baumgart, ha concluso il campionato di 2. Bundesliga al 4º posto. In Coppa di Germania, dopo aver eliminato Rot-Weiss Essen e Arminia Bielefeld, l'Amburgo è stato eliminato agli ottavi di finale dall'Hertha Berlino, perdendo ai calci di rigore.

## Divise e sponsor
Il fornitore tecnico per la stagione 2024-2025 è Adidas, mentre gli sponsor ufficiali sono il main sponsor HanseMerkur, società specializzata in assicurazioni di viaggio e leader nel mercato turistico tedesco, e lo sleeve sponsor Popp Feinkost, società tedesca produttrice di insalate e creme spalmabili gastronomiche.
| Casa | Trasferta | Terza divisa |

## Rosa
Rosa e numerazione sono aggiornati al 31 gennaio 2024.
| N. |                                 | Ruolo | Calciatore                    |
| -- | ------------------------------- | ----- | ----------------------------- |
| 1  | Portogallo (bandiera)           | P     | Daniel Heuer Fernandes        |
| 2  | Francia (bandiera)              | D     | William Mikelbrencis          |
| 3  | Germania (bandiera)             | D     | Moritz Heyer                  |
| 4  | Germania (bandiera)             | D     | Sebastian Schonlau (capitano) |
| 5  | Bosnia ed Erzegovina (bandiera) | D     | Dennis Hadžikadunić           |
| 6  | Polonia (bandiera)              | C     | Łukasz Poręba                 |
| 8  | Slovacchia (bandiera)           | C     | László Bénes                  |
| 9  | Germania (bandiera)             | A     | Robert Glatzel                |
| 10 | Suriname (bandiera)             | C     | Immanuel Pherai               |
| 11 | Ghana (bandiera)                | A     | Ransford-Yeboah Königsdörffer |
| 12 | Germania (bandiera)             | P     | Tom Mickel                    |
| 13 | Portogallo (bandiera)           | D     | Guilherme Ramos               |
| 14 | Paesi Bassi (bandiera)          | C     | Ludovit Reis                  |
| 16 | Svezia (bandiera)               | P     | Marko Johansson               |
| 17 | Giappone (bandiera)             | C     | Masaya Okugawa                |
| 18 | Gambia (bandiera)               | C     | Bakery Jatta                  |
| 19 | Germania (bandiera)             | P     | Matheo Raab                   |
| 20 | Ungheria (bandiera)             | A     | András Németh                 |

| N. |                                 | Ruolo | Calciatore            |
| -- | ------------------------------- | ----- | --------------------- |
| 21 | Germania (bandiera)             | C     | Levin Öztunalı        |
| 22 | Belgio (bandiera)               | D     | Ignace Van der Brempt |
| 23 | Germania (bandiera)             | C     | Jonas Meffert         |
| 27 | Francia (bandiera)              | A     | Jean-Luc Dompé        |
| 28 | Svizzera (bandiera)             | D     | Miro Muheim           |
| 33 | Germania (bandiera)             | D     | Noah Katterbach       |
| 34 | Germania (bandiera)             | D     | Jonas David           |
| 35 | Ghana (bandiera)                | D     | Stephan Ambrosius     |
| 36 | Finlandia (bandiera)            | C     | Anssi Suhonen         |
| 37 | Bosnia ed Erzegovina (bandiera) | D     | Valon Zumberi         |
| 41 | Egitto (bandiera)               | C     | Omar Megeed           |
| 43 | Germania (bandiera)             | D     | Luis Seifert          |
| 44 | Croazia (bandiera)              | D     | Mario Vušković        |
| 45 | Germania (bandiera)             | A     | Tom Sanne             |
| 46 | Germania (bandiera)             | C     | Elijah Krahn          |
| 47 | Germania (bandiera)             | D     | Nicolas Oliveira      |
| 48 | Germania (bandiera)             | C     | Bilal Yalçınkaya      |
| 49 | Germania (bandiera)             | A     | Otto Stange           |

## Organigramma societario
Area tecnica
- Allenatore: Tim Walter,[11] poi Merlin Polzin,[12] poi Steffen Baumgart,[13]
- Allenatore in seconda: Merlin Polzin,[11][13] Julian Hübner[11], Filip Tapalović,[11] poi Loïc Favé,[12][13] René Wagner,[13]
- Preparatore dei portieri: Sven Höh
- Preparatori atletici: Pierre Gillo, Daniel Müssig
- Recupero infortuni: Sebastian Capel
- Match Analyst: Dirk Folkerts, Eduard Riesen
- Video Analyst: Janek Wrede

## Calciomercato

### Sessione estiva(dall'1/7 all'1/9)
| Acquisti | Acquisti              | Acquisti               | Acquisti                |
| R.       | Nome                  | da                     | Modalità                |
| -------- | --------------------- | ---------------------- | ----------------------- |
| P        | Marko Johansson       | Bochum                 | fine prestito           |
| D        | Stephan Ambrosius     | Karlsruhe              | fine prestito           |
| D        | Dennis Hadžikadunić   | Rostov                 | prestito                |
| D        | Guilherme Ramos       | Arminia Bielefeld      | fine contratto          |
| D        | Maximilian Rohr       | Paderborn              | fine prestito           |
| D        | Ignace Van der Brempt | Salisburgo             | prestito                |
| C        | Immanuel Pherai       | Eintracht Braunschweig | definitivo (750 mila €) |
| C        | Łukasz Poręba         | Lens                   | prestito                |
| C        | Levin Öztunalı        | Union Berlino          | fine contratto          |
| A        | Robin Meißner         | Viktoria Colonia       | fine prestito           |

| Cessioni | Cessioni        | Cessioni          | Cessioni                       |
| R.       | Nome            | a                 | Modalità                       |
| -------- | --------------- | ----------------- | ------------------------------ |
| P        | Marko Johansson | Halmstad          | prestito                       |
| P        | Leo Oppermann   | Arminia Bielefeld | prestito                       |
| D        | Jonas David     | Hansa Rostock     | prestito                       |
| D        | Noah Katterbach | Colonia           | fine prestito                  |
| D        | Javi Montero    | Beşiktaş          | fine prestito                  |
| D        | Maximilian Rohr | Paderborn         | riscatto prestito (500 mila €) |
| C        | Xavier Amaechi  | Magdeburgo        | fine contratto                 |
| C        | Filip Bilbija   | Paderborn         | definitivo (500 mila €)        |
| A        | Daouda Beleme   | Ingolstadt 04     | prestito                       |
| A        | Sonny Kittel    | Raków Częstochowa | fine contratto                 |
| A        | Robin Meißner   | Dinamo Dresda     | fine contratto                 |

### Sessione invernale(dal 2/1 all'1/2)
| Acquisti | Acquisti        | Acquisti      | Acquisti             |
| R.       | Nome            | da            | Modalità             |
| -------- | --------------- | ------------- | -------------------- |
| P        | Marko Johansson | Halmstad      | risoluzione prestito |
| D        | Noah Katterbach | Colonia       | svincolato           |
| C        | Masaya Okugawa  | Augusta       | prestito             |
| A        | Daouda Beleme   | Ingolstadt 04 | risoluzione prestito |

| Cessioni | Cessioni        | Cessioni      | Cessioni |
| R.       | Nome            | a             | Modalità |
| -------- | --------------- | ------------- | -------- |
| P        | Marko Johansson | Hansa Rostock | prestito |
| D        | Valon Zumberi   | Sciaffusa     | prestito |
| A        | Daouda Beleme   | Lubecca       | prestito |

## Risultati

### 2. Bundesliga

#### Girone di andata
| Arbitro: | Jöllenbeck (Friburgo) |

|                                                 |           |                                         |
| Glatzel 16’, 90+1’ Bénes 56’ (rig.) Dompé 90+9’ | Marcatori | 22’ Ouédraogo 45+1’ Ouwejan 66’ Terodde |

| Arbitro: | Brych (Monaco di Baviera) |

|                                  |           |                       |
| Schleusener 13’ Zivzivadze 90+5’ | Marcatori | 61’ Bénes 65’ Glatzel |

| Arbitro: | Willenborg (Osnabrück) |

|                                          |           |  |
| Jatta 38’ Bénes 45+4’ (rig.) Glatzel 82’ | Marcatori |  |

| Arbitro: | Reichel (Stoccarda) |

|  |           |           |
|  | Marcatori | 69’ Jatta |

| Arbitro: | Brand (Unterspiesheim) |

|                      |           |  |
| Reis 45+6’ Jatta 48’ | Marcatori |  |

| Arbitro: | Schwengers (Travemünde) |

|                              |           |           |
| Rochelt 9’ Schnellbacher 60’ | Marcatori | 89’ Heyer |

| Arbitro: | Exner (Münster) |

|                             |           |             |
| Engelhardt 16’ Diakhité 39’ | Marcatori | 12’ Glatzel |

| Arbitro: | Zwayer (Berlino) |

|                  |           |  |
| Bénes 89’ (rig.) | Marcatori |  |

| Arbitro: | Haslberger (Sankt Wolfgang) |

|             |           |            |
| Vukotić 81’ | Marcatori | 89’ Muheim |

| Arbitro: | Schröder (Hannover) |

|                           |           |  |
| Meffert 16’ Glatzel 45+4’ | Marcatori |  |

| Arbitro: | Badstübner (Norimberga) |

|                                |           |                             |
| Tomiak 71’ Ritter 85’ Boyd 85’ | Marcatori | 10’, 65’ Glatzel 73’ Muheim |

| Arbitro: | Exner (Münster) |

|                    |           |  |
| Bénes 9’ Jatta 72’ | Marcatori |  |

| Arbitro: | Aytekin (Oberasbach) |

|                                                         |           |                  |
| Skrzybski 20’ (rigt) Pichler 57’ Porath 83’ Sterner 88’ | Marcatori | 71’, 82’ Glatzel |

| Arbitro: | Burda (Berlino) |

|                      |           |              |
| Ramos 25’ Pherai 26’ | Marcatori | 62’ Kaufmann |

| Arbitro: | Zwayer (Berlino) |

|                                 |           |                        |
| Irvine 15’ Fernandes 27’ (aut.) | Marcatori | 58’ Glatzel 60’ Pherai |

| Arbitro: | Dingert (Lebecksmühle) |

|           |           |                       |
| Bénes 11’ | Marcatori | 21’ Bilbija 62’ Ansah |

| Arbitro: | Reichel (Stoccarda) |

|  |           |                         |
|  | Marcatori | 80’ Glatzel 90+7’ Dompé |

#### Girone di ritorno
| Arbitro: | Jablonski (Brema) |

|  |           |                      |
|  | Marcatori | 22’ Pherai 35’ Bénes |

| Arbitro: | Schröder (Hannover) |

|                                 |           |                                              |
| Jatta 33’ Bénes 35’ Glatzel 36’ | Marcatori | 3’, 6’ Matanović 46’ Zivzivadze 81’ Wanitzek |

| Arbitro: | Schlager (Hügelsheim) |

|               |           |                        |
| Tabaković 82’ | Marcatori | 77’ Muheim 90+13’ Reis |

| Arbitro: | Storks (Ramsdorf) |

|                                        |           |                                                      |
| Bénes 24’ Hadžikadunić 47’ Glatzel 86’ | Marcatori | 11’ Tresoldi 21’ (aut.) Ramos 32’ Schaub 90+8’ Ernst |

| Arbitro: | Zwayer (Berlino) |

|                          |           |                       |
| Perea 50’ Guðjohnsen 82’ | Marcatori | 34’ Dompé 86’ Glatzel |

| Arbitro: | Hempel (Großnaundorf) |

|                      |           |                              |
| Glatzel 45+2’ (rig.) | Marcatori | 6’ Kunze 89’ (rig.) Cuisance |

| Arbitro: | Petersen (Stoccarda) |

|                      |           |  |
| Klaus 11’ Tzolīs 63’ | Marcatori |  |

| Arbitro: | Dankert (Rostock) |

|                                        |           |  |
| Muheim 32’ Bénes 51’ Königsdörffer 85’ | Marcatori |  |

| Arbitro: | Welz (Wiesbaden) |

|               |           |            |
| Consbruch 77’ | Marcatori | 56’ Muheim |

| Arbitro: | Aytekin (Oberasbach) |

|                      |           |            |
| Bénes 34’ Poręba 60’ | Marcatori | 45+1’ Ache |

| Arbitro: | Kampka (Colonia) |

|                                      |           |                            |
| El Hankouri 26’ (rig.), 45+7’ (rig.) | Marcatori | 68’ Schonlau 90+4’ Meffert |

| Arbitro: | Stegemann (Niederkassel) |

|  |           |           |
|  | Marcatori | 59’ Rothe |

| Arbitro: | Siebert (Berlino) |

|  |           |                                    |
|  | Marcatori | 9’, 22’ Glatzel 69’ Jatta 84’ Reis |

| Arbitro: | Jöllenbeck (Friburgo) |

|             |           |  |
| Glatzel 85’ | Marcatori |  |

| Arbitro: | Willenborg (Osnabrück) |

|            |           |  |
| Kostons 7’ | Marcatori |  |

| Arbitro: | Aarnink (Bochum) |

|                                          |           |               |
| Glatzel 6’, 28’, 90+5’ (rig.) Poręba 22’ | Marcatori | 16’ Schleimer |

### Coppa di Germania
| Arbitro: | Zwayer (Berlino) |

|                                    |           |                                       |
| Müsel 42’ Doumbouya 56’ Brumme 83’ | Marcatori | 37’, 54’ Jatta 66’ Glatzel 117’ Bénes |

| Arbitro: | Kampka (Colonia) |

|                                |                      |                                  |
| Shipnoski 11’                  | Marcatori            | 77’ Jatta                        |
| Klos Gohlke Mizuta Großer Wörl | Tiri di rigore 3 – 4 | Bénes Muheim Glatzel Krahn Heyer |

| Arbitro: | Stegemann (Niederkassel) |

|                                          |                      |                                         |
| Reese 21’, 90’ Kenny 120’                | Marcatori            | 31’ Pherai 43’ Bénes 102’ Königsdörffer |
| Prevljak Klemens El-Jindaoui Kenny Reese | Tiri di rigore 5 – 3 | Bénes Muheim Glatzel Königsdörffer      |

## Statistiche

### Statistiche di squadra
| Competizione      | Punti | In casa | In casa | In casa | In casa | In casa | In casa | In trasferta | In trasferta | In trasferta | In trasferta | In trasferta | In trasferta | Totale | Totale | Totale | Totale | Totale | Totale | DR  |
| Competizione      | Punti | G       | V       | N       | P       | Gf      | Gs      | G            | V            | N            | P            | Gf           | Gs           | G      | V      | N      | P      | Gf     | Gs     | DR  |
| ----------------- | ----- | ------- | ------- | ------- | ------- | ------- | ------- | ------------ | ------------ | ------------ | ------------ | ------------ | ------------ | ------ | ------ | ------ | ------ | ------ | ------ | --- |
| 2. Bundesliga     | 58    | 17      | 12      | 0       | 5       | 36      | 19      | 17           | 5            | 7            | 5            | 28           | 25           | 34     | 17     | 7      | 10     | 64     | 44     | +20 |
| Coppa di Germania | -     | 0       | 0       | 0       | 0       | 0       | 0       | 3            | 0            | 3            | 0            | 8            | 8            | 3      | 0      | 3      | 0      | 8      | 8      | 0   |
| Totale            | -     | 17      | 12      | 0       | 5       | 36      | 19      | 20           | 5            | 10           | 5            | 36           | 28           | 37     | 17     | 10     | 10     | 72     | 52     | +20 |

### Andamento in campionato
| Giornata  | 1 | 2 | 3 | 4 | 5 | 6 | 7 | 8 | 9 | 10 | 11 | 12 | 13 | 14 | 15 | 16 | 17 | 18 | 19 | 20 | 21 | 22 | 23 | 24 | 25 | 26 | 27 | 28 | 29 | 30 | 31 | 32 | 33 | 34 |
| --------- | - | - | - | - | - | - | - | - | - | -- | -- | -- | -- | -- | -- | -- | -- | -- | -- | -- | -- | -- | -- | -- | -- | -- | -- | -- | -- | -- | -- | -- | -- | -- |
| Luogo     | C | T | C | C | T | T | T | C | T | C  | T  | C  | T  | C  | T  | C  | T  | T  | C  | T  | C  | T  | C  | C  | T  | C  | T  | C  | T  | C  | T  | C  | T  | C  |
| Risultato | V | N | V | V | V | P | P | V | N | V  | N  | V  | P  | V  | N  | P  | V  | V  | P  | V  | P  | N  | V  | P  | P  | V  | N  | V  | N  | P  | V  | V  | P  | V  |
| Posizione | 2 | 3 | 1 | 1 | 1 | 2 | 3 | 2 | 2 | 2  | 3  | 2  | 2  | 2  | 3  | 3  | 3  | 3  | 4  | 2  | 3  | 3  | 3  | 3  | 3  | 3  | 4  | 4  | 4  | 4  | 4  | 4  | 4  | 4  |

Legenda:

Luogo: C = Casa; T = Trasferta. Risultato: V = Vittoria; N = Pareggio; P = Sconfitta.

### Statistiche dei giocatori
| Giocatore          | 2. Bundesliga | 2. Bundesliga | 2. Bundesliga | 2. Bundesliga | Coppa di Germania | Coppa di Germania | Coppa di Germania | Coppa di Germania | Totale   | Totale | Totale      | Totale     |
| Giocatore          | Presenze      | Reti          | Ammonizioni   | Espulsioni    | Presenze          | Reti              | Ammonizioni       | Espulsioni        | Presenze | Reti   | Ammonizioni | Espulsioni |
| ------------------ | ------------- | ------------- | ------------- | ------------- | ----------------- | ----------------- | ----------------- | ----------------- | -------- | ------ | ----------- | ---------- |
| S. Ambrosius       | 18            | 0             | 2             | 0             | 2                 | 0                 | 1                 | 0                 | 20       | 0      | 3           | 0          |
| L. Bénes           | 27            | 13            | 4             | 1             | 3                 | 2                 | 0                 | 0                 | 30       | 15     | 4           | 1          |
| J. David           | 0             | 0             | 0             | 0             | 0                 | 0                 | 0                 | 0                 | 0        | 0      | 0           | 0          |
| J. Dompé           | 28            | 3             | 3             | 0             | 1                 | 0                 | 0                 | 0                 | 29       | 3      | 3           | 0          |
| R. Glatzel         | 32            | 22            | 1             | 0             | 3                 | 1                 | 2                 | 0                 | 35       | 23     | 3           | 0          |
| D. Hadžikadunić    | 24            | 1             | 6             | 1             | 3                 | 0                 | 1                 | 0                 | 27       | 1      | 7           | 1          |
| D. Heuer Fernandes | 20            | -27           | 1             | 0             | 0                 | 0                 | 0                 | 0                 | 20       | -27    | 1           | 0          |
| M. Heyer           | 17            | 1             | 6             | 1             | 2                 | 0                 | 0                 | 0                 | 19       | 1      | 6           | 1          |
| B. Jatta           | 32            | 5             | 6             | 0             | 3                 | 3                 | 1                 | 0                 | 35       | 8      | 7           | 0          |
| M. Johansson       | -             | -             | -             | -             | -                 | -                 | -                 | -                 | -        | -      | -           | -          |
| N. Katterbach      | 6             | 0             | 1             | 0             | 0                 | 0                 | 0                 | 0                 | 6        | 0      | 1           | 0          |
| R. Königsdörffer   | 30            | 2             | 3             | 0             | 3                 | 1                 | 2                 | 0                 | 33       | 3      | 5           | 0          |
| E. Krahn           | 3             | 0             | 0             | 0             | 3                 | 0                 | 1                 | 0                 | 6        | 0      | 1           | 0          |
| J. Meffert         | 32            | 2             | 10            | 0             | 1                 | 0                 | 1                 | 0                 | 33       | 2      | 11          | 0          |
| O. Megeed          | 1             | 0             | 0             | 0             | 0                 | 0                 | 0                 | 0                 | 1        | 0      | 0           | 0          |
| T. Mickel          | 0             | 0             | 0             | 0             | 0                 | 0                 | 0                 | 0                 | 0        | 0      | 0           | 0          |
| W. Mikelbrencis    | 6             | 0             | 3             | 0             | 2                 | 0                 | 1                 | 0                 | 8        | 0      | 4           | 0          |
| M. Muheim          | 28            | 5             | 7             | 1             | 3                 | 0                 | 1                 | 0                 | 31       | 5      | 8           | 1          |
| A. Németh          | 28            | 0             | 0             | 0             | 3                 | 0                 | 0                 | 0                 | 31       | 0      | 0           | 0          |
| M. Okugawa         | 8             | 0             | 0             | 0             | 0                 | 0                 | 0                 | 0                 | 8        | 0      | 0           | 0          |
| N. Oliveira        | 4             | 0             | 0             | 0             | 1                 | 0                 | 0                 | 0                 | 5        | 0      | 0           | 0          |
| L. Öztunalı        | 19            | 0             | 1             | 0             | 3                 | 0                 | 0                 | 0                 | 22       | 0      | 1           | 0          |
| I. Pherai          | 29            | 3             | 4             | 0             | 2                 | 1                 | 1                 | 0                 | 31       | 4      | 5           | 0          |
| L. Poręba          | 17            | 2             | 2             | 0             | 1                 | 0                 | 0                 | 0                 | 18       | 2      | 2           | 0          |
| M. Raab            | 14            | -17           | 0             | 0             | 3                 | -7                | 0                 | 0                 | 17       | -24    | 0           | 0          |
| G. Ramos           | 22            | 1             | 5             | 2             | 3                 | 0                 | 2                 | 0                 | 25       | 1      | 7           | 2          |
| L. Reis            | 25            | 3             | 4             | 0             | 0                 | 0                 | 0                 | 0                 | 25       | 3      | 4           | 0          |
| T. Sanne           | 0             | 0             | 0             | 0             | 0                 | 0                 | 0                 | 0                 | 0        | 0      | 0           | 0          |
| S. Schonlau        | 16            | 1             | 0             | 0             | 1                 | 0                 | 0                 | 0                 | 17       | 1      | 0           | 0          |
| L. Seifert         | 0             | 0             | 0             | 0             | 0                 | 0                 | 0                 | 0                 | 0        | 0      | 0           | 0          |
| O. Stange          | 0             | 0             | 0             | 0             | 0                 | 0                 | 0                 | 0                 | 0        | 0      | 0           | 0          |
| A. Suhonen         | 13            | 0             | 0             | 0             | 0                 | 0                 | 0                 | 0                 | 13       | 0      | 0           | 0          |
| I. Van der Brempt  | 23            | 0             | 3             | 0             | 1                 | 0                 | 1                 | 0                 | 24       | 0      | 4           | 0          |
| M. Vušković        | 0             | 0             | 0             | 0             | 0                 | 0                 | 0                 | 0                 | 0        | 0      | 0           | 0          |
| B. Yalçınkaya      | 0             | 0             | 0             | 0             | 0                 | 0                 | 0                 | 0                 | 0        | 0      | 0           | 0          |
| V. Zumberi         | 0             | 0             | 0             | 0             | 0                 | 0                 | 0                 | 0                 | 0        | 0      | 0           | 0          |